# Голямо-Дряново
Голя́мо-Дря́ново (болг. Голямо Дряново) — село в Старозагорській області Болгарії. Входить до складу общини Казанлик.

## Населення
За даними перепису населення 2011 року у селі проживали 262 особи, з них 260 осіб (99,6%) — болгари.
Розподіл населення за віком у 2011 році:
Динаміка населення: